# Mount Aetna (Maryland)
Mount Aetna es un lugar designado por el censo ubicado en el condado de Washington en el estado estadounidense de Maryland. En el Censo de 2010 tenía una población de 561 habitantes y una densidad poblacional de 153,29 personas por km².

## Geografía
Mount Aetna se encuentra ubicado en las coordenadas 39°35′56″N 77°36′46″O / 39.59889, -77.61278. Según la Oficina del Censo de los Estados Unidos, Mount Aetna tiene una superficie total de 3.66 km², de la cual 3.66 km² corresponden a tierra firme y (0%) 0 km² es agua.

## Demografía
Según el censo de 2010, había 561 personas residiendo en Mount Aetna. La densidad de población era de 153,29 hab./km². De los 561 habitantes, Mount Aetna estaba compuesto por el 91.8% blancos, el 1.25% eran afroamericanos, el 0% eran amerindios, el 3.74% eran asiáticos, el 0% eran isleños del Pacífico, el 0.53% eran de otras razas y el 2.67% pertenecían a dos o más razas. Del total de la población el 3.74% eran hispanos o latinos de cualquier raza.